# Attagenus ruficolor
Attagenus ruficolor is een keversoort uit de familie spektorren (Dermestidae). De wetenschappelijke naam van de soort werd in 1918 gepubliceerd door Maurice Pic.